# Castelo Beacon
O Castelo Beacon é um castro da Idade do Ferro perto de Parracombe, em Devon, na Inglaterra. Ele está situado no topo de uma colina a cerca de 290 m (950 ft) acima do nível do mar, com vista para o Vale Heddon.